# لودفيك زلبرشتاين
لودفيك زلبرشتاين (بالبولندية: Ludwik Silberstein)‏ هو فيزيائي بولندي، ولد في 17 مايو 1872 في وارسو في بولندا، وتوفي في 17 يناير 1948 في روتشستر في الولايات المتحدة.